# رولز أوف سورفيفل
رولز أوف سورفيفل (بالإنجليزية: Rules of Survival)‏ هي لعبة فيديو باتل رويال مجانية من تطوير ونشر نت إيز، صدرت في 31 ماي 2018 وتعمل على أجهزة ويندوز، أندرويد وآي أو إس.